# Campeonato Mundial de Esqui Estilo Livre de 2015 - Aerials masculino
A prova do aerials masculino do Campeonato Mundial de Esqui Estilo Livre de 2015 foi disputada entre os dias 14 e 15 de janeiro em Kreischberg na Áustria.  Participaram 22 atletas de  9 nacionalidades.

## Medalhistas
| Ouro             | Prata            | Bronze             |
| Qi Guangpu (CHN) | Alex Bowen (USA) | Maxim Gustik (BLR) |

## Resultados

### Qualificação
22 esquiadores participaram do processo qualificatório. Os 12 melhores avançaram para a final.
| Pos. | Bib | Esquiador            | Nacionalidade  | Salto 1 | Salto 2 | Notas |
| ---- | --- | -------------------- | -------------- | ------- | ------- | ----- |
| 1    | 5   | Ilya Burov           | Rússia         | 117.65  |         | Q     |
| 2    | 21  | Travis Gerrits       | Canadá         | 115.49  |         | Q     |
| 3    | 9   | Denis Osipau         | Bielorrússia   | 113.28  |         | Q     |
| 4    | 3   | Zhou Hang            | China          | 112.67  |         | Q     |
| 5    | 14  | Alex Bowen           | Estados Unidos | 107.97  |         | Q     |
| 6    | 11  | Timofei Slivets      | Rússia         | 105.75  |         | Q     |
| 7    | 12  | Jia Zongyang         | China          | 101.77  | 121.72  | Q     |
| 8    | 7   | Maxim Gustik         | Bielorrússia   | 86.73   | 118.55  | Q     |
| 9    | 6   | Michael Rossi        | Estados Unidos | 98.23   | 114.03  | Q     |
| 10   | 13  | Oleksandr Abramenko  | Ucrânia        | 83.19   | 114.03  | Q     |
| 11   | 10  | Jonathon Lillis      | Estados Unidos | 63.35   | 112.39  | Q     |
| 12   | 1   | Qi Guangpu           | China          | 87.78   | 108.41  | Q     |
| 13   | 20  | Dimitri Isler        | Suíça          | 90.72   | 97.87   |       |
| 14   | 2   | Mac Bohonnon         | Estados Unidos | 95.02   | 88.50   |       |
| 15   | 18  | Lloyd Wallace        | Reino Unido    | 93.41   | 81.07   |       |
| 16   | 16  | Stanislau Hladchenko | Bielorrússia   | 71.39   | 91.96   |       |
| 17   | 15  | Olivier Rochon       | Canadá         | 91.59   | 62.44   |       |
| 18   | 8   | Wang Xindi           | China          | 90.82   | 66.50   |       |
| 19   | 4   | Pavel Krotov         | Rússia         | 89.82   | 84.16   |       |
| 20   | 17  | Mischa Gasser        | Suíça          | 82.24   | 87.88   |       |
| 21   | 19  | Mykola Puzderko      | Ucrânia        | 79.38   | 75.56   |       |
| 22   | 22  | Naoya Tabara         | Japão          | 76.92   | 50.44   |       |

### Final
Os 12 esquiadores disputaram no dia 15 de janeiro a final da prova.
| Pos.              | Bib | Esquiador           | Nacionalidade  | Salto 1 | Salto 2 | Salto 3 |
| ----------------- | --- | ------------------- | -------------- | ------- | ------- | ------- |
| Medalha de ouro   | 1   | Qi Guangpu          | China          | 122.57  | 121.27  | 139.50  |
| Medalha de prata  | 14  | Alex Bowen          | Estados Unidos | 96.79   | 115.49  | 121.27  |
| Medalha de bronze | 7   | Maxim Gustik        | Bielorrússia   | 109.35  | 116.82  | 119.91  |
| 4                 | 3   | Zhou Hang           | China          | 99.63   | 124.34  | 115.84  |
| 5                 | 5   | Ilya Burov          | Rússia         | 106.64  | 102.26  | 106.79  |
| 6                 | 12  | Jia Zongyang        | China          | 123.90  | 95.47   | 90.50   |
| 7                 | 10  | Jonathon Lillis     | Estados Unidos | 108.41  | 90.50   |         |
| 8                 | 6   | Michael Rossi       | Estados Unidos | 104.49  | 88.94   |         |
| 9                 | 11  | Timofei Slivets     | Rússia         | 112.39  | 85.97   |         |
| 10                | 13  | Oleksandr Abramenko | Ucrânia        | 96.44   |         |         |
| 11                | 9   | Denis Osipau        | Bielorrússia   | 84.96   |         |         |
| 12                | 21  | Travis Gerrits      | Canadá         | 81.83   |         |         |

Legenda
| Recorde mundial       | Recorde mundial (World record)               |                       | Recorde africano                      | Recorde africano (African) |                                           | Q | Classificado por posição (Qualified) |
| Recorde do campeonato | Recorde do campeonato (Championship record)  | Recorde da América    | Recorde da América (Americas)         | q                          | Classificado por melhor tempo (Qualified) |   |                                      |
| Melhor marca do ano   | Melhor marca do ano (World leading)          | Recorde asiático      | Recorde asiático (Asian)              | DNS                        | Não largou (Did not start)                |   |                                      |
| Recorde nacional      | Recorde nacional (National record)           | Recorde europeu       | Recorde europeu (European)            | DNF                        | Não terminou (Did not finish)             |   |                                      |
| Recorde pessoal       | Recorde pessoal do atleta (Personal best)    | Recorde da Oceania    | Recorde da Oceania (Oceania)          | DSQ / DQ                   | Desclassificado (Disqualified)            |   |                                      |
| Recorde da temporada  | Recorde da temporada do atleta (Season best) | Recorde sul-americano | Recorde sul-americano (South America) | NM                         | Sem marca (No mark)                       |   |                                      |